# Bergères-sous-Montmirail
Bergères-sous-Montmirail ist eine französische Gemeinde mit 145 Einwohnern (Stand 1. Januar 2022) im Département Marne in der Region Grand Est. Sie gehört zum Arrondissement Épernay und zum Kanton Sézanne-Brie et Champagne. 

## Lage
Bergères-sous-Momtmirail liegt am Petit Morin, etwa fünf Kilometer südöstlich von Montmirail. Die Gemeinde ist umgeben von folgenden Nachbargemeinden:
| Montmirail | Vauchamps                                   |                 |
| Montmirail | Kompassrose, die auf Nachbargemeinden zeigt | Boissy-le-Repos |
|            | Le Gault-Soigny                             |                 |

## Bevölkerungsentwicklung
| Jahr                       | 1962 | 1968 | 1975 | 1982 | 1990 | 1999 | 2008 | 2018 |
| -------------------------- | ---- | ---- | ---- | ---- | ---- | ---- | ---- | ---- |
| Einwohner                  | 192  | 162  | 137  | 133  | 123  | 130  | 139  | 129  |
| Quellen: Cassini und INSEE |      |      |      |      |      |      |      |      |

## Sehenswürdigkeiten

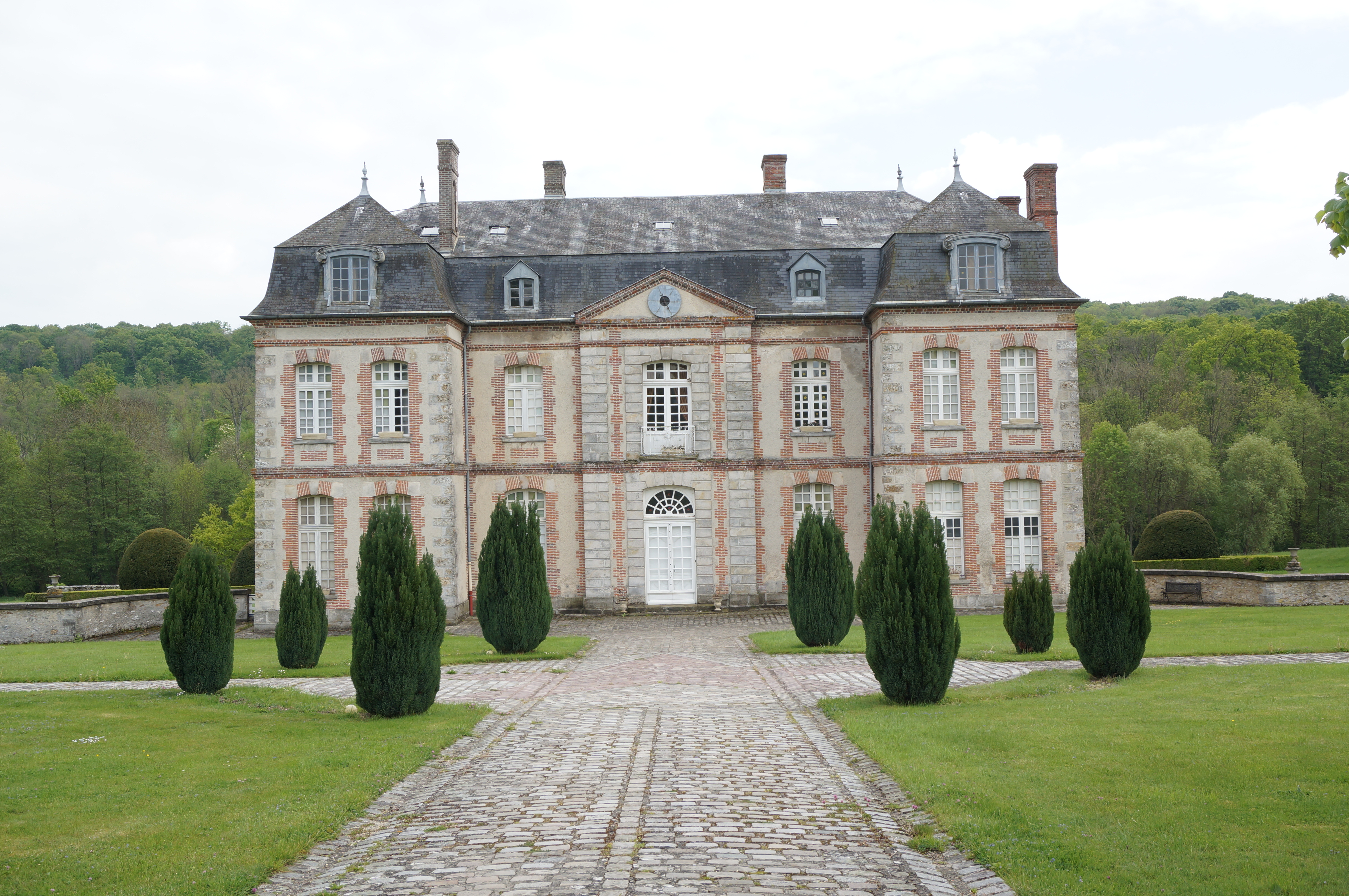
Schloss in Bergères-sous-Montmirail
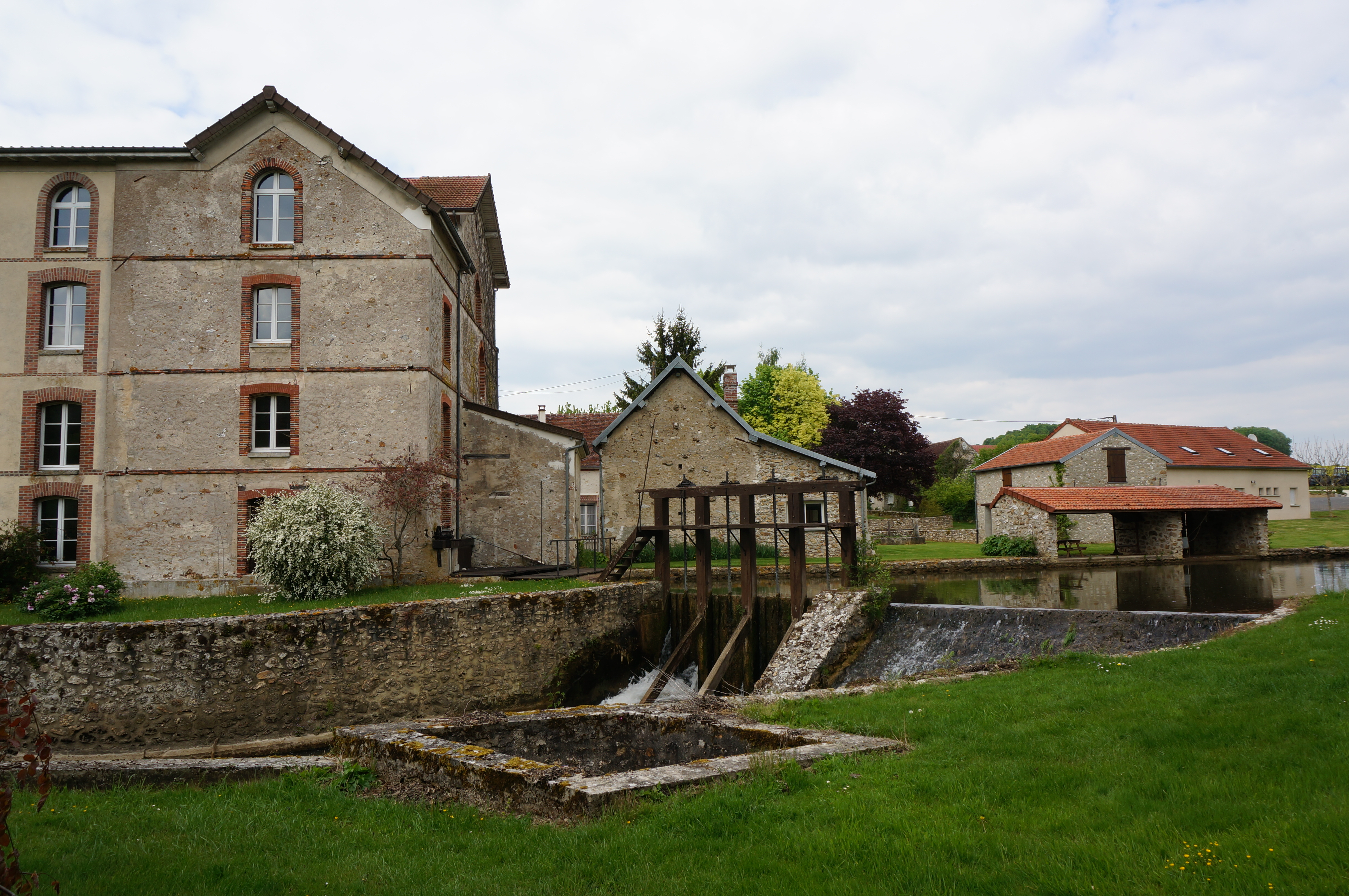
Mühle